# Primo Mori
Primo Mori (San Miniato, 7 d'abril de 1944) va ser un ciclista italià, que fou professional entre 1969 i 1975. Durant la seva carrera esportiva destaca una victòria d'etapa al Tour de França de 1970.

## Palmarès
- 1970
  - 1r a Laveno Mombella
  - Vencedor d'una etapa al Tour de França
- 1971
  - Vencedor d'una etapa a la Volta a Catalunya[1]
- 1973
  - 1r a Tavarnelle

### Resultats al Tour de França
- 1970. 28è de la classificació general. Vencedor d'una etapa
- 1971. 12è de la classificació general
- 1972. 39è de la classificació general

### Resultats al Giro d'Itàlia
- 1969. 8è de la classificació general
- 1971. Abandona
- 1973. 30è de la classificació general
- 1974. 23è de la classificació general
- 1975. 28è de la classificació general

### Resultats a la Volta a Espanya
- 1969. 61è de la classificació general
- 1971. 12è de la classificació general
- 1972. 39è de la classificació general